# Conilhac de Rasés
|  | Per a altres significats, vegeu «Conilhac-Corbières». |

Conilhac de la Montanha (en occità; en francès Conilhac-de-la-Montagne) és una vil·la de la regió d'Occitània, departament de l'Aude, districte de Limós, cantó de Coisan, amb uns 50 habitants i situat a 445 metres d'altura. El terme té vora 500 hectàrees, un deu per cent destinades a produir vinya per fer l'anomenat Blanqueta de Limós. Té una església dedicada a la Verge Maria.